# Montserrat Alsina
Montserrat Alsina Aubach (Manresa, 19 de noviembre de 1966) es una matemática española, presidenta de la Sociedad Catalana de Matemáticas desde 2022.
Montserrat nació en Manresa en noviembre de 1966, y estudió Matemáticas en la Universidad de Barcelona, para después doctorarse en la misma Universidad. Actualmente es profesora en la Universidad Politécnica de Cataluña.